# Prison centrale de New Bell
La prison centrale de New Bell à Douala est la principale prison de la province du Littoral au Cameroun. C'est une prison mixte, toutefois, les quartiers des hommes, des femmes et des enfants sont séparés.

## Histoire
Le transfert du lieu de détention de Douala du plateau Joss vers New Bell intervient entre 1896 et 1902, pendant la période de mise en place des structures administratives de la colonisation allemande. La prison est édifiée dans le quartier indigène de New Bell dans le cadre du plan d'urbanisation allemand de ségrégation entre quartiers européens et villages indigènes. Les allemands pensaient que la prison était perçue comme un luxe pour les indigènes éprouvant du plaisir à être incarcéré. Il est dès lors apparu indispensable de faire travailler les prisonniers pour qu'ils ressentent la détention comme une peine. 
Héritant des prisons allemandes, l'administration coloniale  française maintient les édifices et leur vocation répressive à partir de 1916.

## Activités
En juillet 2008, l'administration pénitentiaire camerounaise faisait état de 4.963 détenus pour 800 places. On y compte environ 250 gardiens.
Compte tenu de la surpopulation de la prison, une nouvelle prison devrait ouvrir à Douala au lieu-dit PK19.

## Les "anti-gangs"
Les anti-gangs sont des détenus qui collaborent avec l'administration pénitentiaire. Ils sont chargés par les gardiens de maintenir l'ordre dans la prison, de distribuer la nourriture et de récolter de l'argent pour les gardiens de prisons.
Afin de maintenir l'ordre, les anti-gangs ont recours à des formes de punition qui peuvent s'apparenter à la torture. Ils sont rémunérés par les gardiens qui leur rétrocèdent une partie du racket des prisonniers. 
Le 3 janvier 2005, une mutinerie a éclaté dans la prison à cause de ce régime jugé extrêmement sévère  par les prisonniers. À la suite de cette mutinerie, le directeur de la prison a été remplacé et les anti-gangs ont été officiellement supprimés.

## Détenus célèbres
- Rudolf Douala Manga Bell (1873-1914), condamné à mort et exécuté en 1914.
- Ndosso Din, secrétaire du précédent, exécuté en 1914.
- L'homme politique Paul Eric Kingue (2008-2015)
- L'écrivain Bertrand Teyou (2011)
- La journaliste Mimi Mefo ( novembre 2018)
- Shakiro (2021)
- Le rappeur Tenor (juillet 2021- septembre 2021)
- Hervé Bopda